# Arboreto de la Universidad de Nevada en Las Vegas

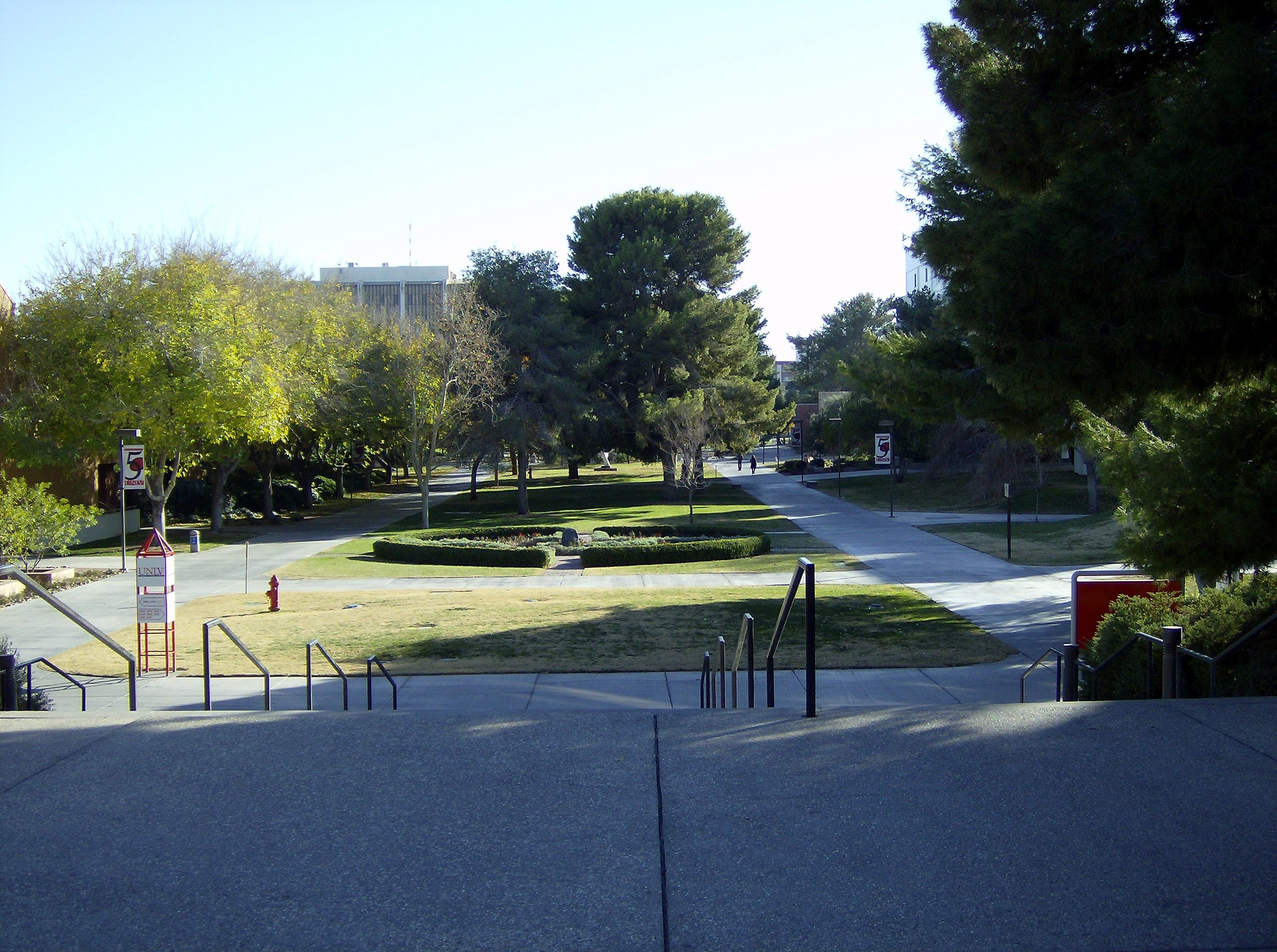
Vista del campus de la UNLV.

El UNLV Arboretum es un arboreto de 80 acres (12 hectáreas) de extensión, administrado por la Universidad de Nevada, Las Vegas (UNLV), que se encuentra en Paradise, Nevada.

## Localización
University of Nevada, Las Vegas Paradise, Nevada, 89002 United States of America-Estados Unidos. 
El arboreto se encuentra en la mismo campus,  está abierto al público en general y no se cobra ninguna tarifa de entrada. 

## Historia
El arboreto fue creado en 1985, e incluye todas las áreas estilo paisajista dentro de los 335 acres (136 hectáreas) del campus.

## Colecciones
La misión del arboreto es la exhibir plantas maduras apropiadas para condiciones extremas de desierto, e investigar nuevas plantas y cultivares. 
El arboreto también incluye 2 acres (0.81 hectáreas) de Jardín Xérico, creado en 1988 y localizado a la entrada del Marjorie Barrick Museum, que contiene plantas procedentes de regiones áridas de todo el mundo.